# سوفی باش
سوفی باش (به فرانسوی: Sophie Basch) زادهٔ ۶ مه ۱۹۶۳ در بروکسل، استاد دانشگاه، متخصص در رشته‌های مطالعات زبان‌های رومی‌تبار، شرق‌شناسی، ارنست رنان و ادبیات فرانسه است.

## زندگی‌نامه
سوفی باش پس از کسب دکترای فلسفه و ادبیات از دانشگاه آزاد بروکسل (ULB)، ابتدا در فاصلهٔ سال‌های ۱۹۹۸ و ۲۰۰۷، در دانشگاه‌های مولوز و پواتیه به تدریس پرداخت، سپس از سال ۲۰۰۷ عضو هیئت علمی دانشگاه پاریس-سوربن (دانشگاه پاریس ۴) شد. او در ۲۰۱۶ به عضویت «فرهنگستان پادشاهی زبان و ادبیات فرانسه بلژیک» پذیرفته شد. پژوهش‌های خانم باش بیشتر در زمینه‌های مطالعات زبان‌های رومی‌تبار، شرق‌شناسی و ادبیات فرانسه از دورهٔ رمانتیسم تا فاصلهٔ بین دو جنگ جهانی متمرکز بوده‌است. سوفی باش به ایران علاقه خاصی دارد و در معیت شوهر خود سفرهایی به شهرهای ایران داشته‌است.
او از 2014 به این سو، ریاست «انجمن مطالعات ارنست رنان» (Société des études renaniennes) را بر عهده دارد.